# Parafia Oczyszczenia Najświętszej Maryi Panny w Odporyszowie
Parafia Oczyszczenia Najświętszej Maryi Panny w Odporyszowie – rzymskokatolicka parafia w Odporyszowie położona jest w dekanacie Dąbrowa Tarnowska. Mieści się pod numerem 127. Parafię prowadzą Księża Misjonarze (CM).
W skład terytorium parafii wchodzą miejscowości Odporyszów, Chorążec, Fiuk, Laskówka Chorąska, Morzychna, Sieradza.

## Proboszczowie
- ks. Janusz Oćwieja CM (2016–2025)[2]
- ks. Jacek Wachowiak CM (2025– )[3]

## Odpusty parafialne
| nazwa               | popularnie                | data                       | komentarz |
| ------------------- | ------------------------- | -------------------------- | --- |
| Ofiarowanie Pańskie | Matki Boskiej Gromnicznej | 2 lutego                   | Podczas nabożeństwa poświęca się świece tzw. gromnice, które zapala się w czasie burzy (stąd ich nazwa) lub w innych niebezpieczeństwach, np. podawano je umierającym. Odpust przejęty ponad 200 laty temu od parafii w Żabnie, w czasach kiedy pozostawała ona w rękach kalwińskich. Do niedawna, m.in. z tego powodu mieszkańców Żabna nazywano żartobliwie „szwedami” (Szwedzi byli wyznawcami kalwinizmu). |
| Zesłanie Ducha św.  | Zielone Świątki           | 50 dni po Zmartwychwstaniu | Istnieje zwyczaj dekorowania domów i budynków gospodarskich zielonymi gałązkami, zazwyczaj brzozy. |
| Wniebowzięcie NMP   | Matki Boskiej Zielnej     | 15 sierpnia                | W kościele poświęca się wianki uplecione z ziół i kwiatów, następnie zawiesza w domach. |
| Narodzenie NMP      | Matki Boskiej Siewnej     | 8–15 września              | Rozpoczyna się 7 września od procesji z figurą zaśnięcia NMP (tzw. „pogrzeb” MB) i trwa przez oktawę (osiem dni). Pieszo przybywają pielgrzymki z okolicznych parafii, odprawiane są msze św. na placu odpustowym, w „studzience” i w lasku przy kapliczkach Siedmiu Boleści NMP. |